# Chat en poche
Chat en poche est une pièce de théâtre de Georges Feydeau. Elle est représentée pour la première fois le 19 septembre 1888 au théâtre Déjazet.

## Argument
Pacarel a fait fortune dans le sucre et, comme cela ne lui suffit pas, il veut faire représenter un opéra composé par sa propre fille sur le thème de Faust. Pour cela, il imagine de faire signer un contrat à un célèbre ténor de l'opéra de Bordeaux que l'opéra de Paris voudrait engager. Le premier quiproquo se produit par l'arrivée d'un jeune Bordelais, le fils de son ami Dufausset venu faire ses études de droit à Paris. Pacarel, le prenant pour le ténor attendu, fait signer un contrat à Dufausset qui s'éprend de Marthe Pacarel en la prenant pour l'épouse du Dr Landernau. Un rendez-vous galant manqué, une méprise relative à la situation de castrat de la chapelle Sixtine de Dufausset nous conduisent finalement à la révélation de l'amour de Dufausset pour Julie.

## Accueil
La première série de représentations de Chat en poche n'est pas un succès.  La pièce reçoit un mauvais accueil critique et quitte l'affiche après 36 représentations.  Au fil des décennies, cependant, la réputation de la pièce grandit et elle est aujourd'hui considérée comme une des réussites de l'auteur.

## Représentations filmées

### 1975
Chat en poche est diffusé en télévision le 24 octobre 1975 sur TF1.
Jean-Laurent Cochet a pensé à cette pièce pour mettre en valeur la voix exceptionnelle de Thierry Le Luron. Connaissant bien ce vaudeville, il l'avait monté auparavant avec Henri Tisot.
Enregistrée pour un soir au théâtre Édouard VII - Sacha Guitry pour la télévision, la pièce a été reprise pendant 50 soirs au même endroit.
Fiche technique
- Mise en scène : Jean-Laurent Cochet
- Réalisation : Pierre Sabbagh
- Décors : Roger Harth
- Costumes : Donald Cardwell
- Chef de production : Jacques Martin
- Ingénieur de la vision : Raymond Behuliere
- Ingénieur du son : René Bonnet
- Cadreurs : André Bailleux,Jacques Baujard, Nicolas Cahen, Jean-Louis Cap
- Direction de la scène : Bernard Durand
- Directeur adjoint de la scène: Edward Sanderson
- Directeur de la photographie : Lucien Billard
- Script : Yvette Boussard
- Script assistant : Guy Mauplot
- Date et lieu d'enregistrement : 5 avril 1975 au Théâtre Édouard VII

Distribution
- Thierry Le Luron : Dufausset
- Jean-Laurent Cochet : Pacarel
- Micheline Luccioni : Marthe
- Yvonne Gaudeau : Amandine
- Lucien Barjon : Landernau
- Raymond Acquaviva : Lanoix de Vaux
- Sophie Deschamps : Julie
- Alain Feydeau : Tiburce
- Anne Rochefort : la bonne

### 1987
Chat en poche est joué également en 1987 par :
- Robert Manuel
- Claudine Coster
- Christian Bujeau (Dufausset et mise en scène)
- Alain Feydeau
- Arlette Didier
- Véronique Leblanc
- Gaston Vacchia

### 2009
Elle est reprise, après une tournée en région, du 7 au 25 février 2009 au théâtre Édouard VII - Sacha Guitry à Paris où avait déjà été enregistrée la version télévisée de 1975.